# Pliopedia pacifica
Pliopedia pacifica és una espècie extinta de mamífer carnívor de la família dels odobènids que visqué a l'oceà Pacífic (o un mar epicontinental proper a aquest oceà) durant el Pliocè inferior, fa entre 3,6 i 5,3 milions d'anys. Se n'han trobat restes fòssils a les formacions de Paso Robles i Etchegoin (Califòrnia, Estats Units). Es tracta de l'única espècie reconeguda del gènere Pliopedia. És conegut a partir de material fragmentari.